# Puerto de San Juan de Dios
Puerto de San Juan de Dios är en ort i Mexiko.   Den ligger i kommunen Ciudad del Maíz och delstaten San Luis Potosí, i den centrala delen av landet, 400 km norr om huvudstaden Mexico City. Puerto de San Juan de Dios ligger 1 025 meter över havet och antalet invånare är 219.
Terrängen runt Puerto de San Juan de Dios är huvudsakligen platt, men österut är den kuperad. Runt Puerto de San Juan de Dios är det glesbefolkat, med 11 invånare per kvadratkilometer. Närmaste större samhälle är San Rafael Matriz, 7,2 km söder om Puerto de San Juan de Dios. Omgivningarna runt Puerto de San Juan de Dios är i huvudsak ett öppet busklandskap.